# South Hill (Virgínia)
South Hill é uma cidade  localizada no estado norte-americano de Virginia, no Condado de Mecklenburg.

## Demografia
Segundo o censo norte-americano de 2000, a sua população era de 4403 habitantes.
Em 2006, foi estimada uma população de 4608, um aumento de 205 (4.7%).

## Geografia
De acordo com o United States Census Bureau tem uma área de
16,5 km², dos quais 16,4 km² cobertos por terra e 0,1 km² cobertos por água. South Hill localiza-se a aproximadamente 116 m acima do nível do mar.

## Localidades na vizinhança
O diagrama seguinte representa as localidades num raio de 28 km ao redor de South Hill.